# Josep Tapiró i Baró
Pour les articles homonymes, voir Tapiro et Baró.
Josep Tapiró i Baró est un peintre espagnol né à Reus, le 7 février 1836 et mort à Tanger le 4 octobre 1913. Il est connu pour ses aquarelles représentant des portraits des habitants de Tanger. Il étudie le dessin et la peinture en compagnie de son ami d'enfance Mariano Fortuny à Barcelone sous la direction de Domingo Soberano. Les deux amis complètent ensuite leur formation à l'Académie royale des beaux-arts de San Fernando de Madrid. Grâce à de nombreux voyages à travers l’Europe entre 1863 et 1870, il consolide son style, fortement influencé par son ami. Ils voyagent ensemble au Maroc pour la première fois en 1871, et à la suite de cet événement décisif dans la vie des deux artistes, Tapiró décide de s’installer à Tanger, en 1876, où il restera, pendant presque quarante ans, jusqu’à sa mort en 1913.

## Biographie

### Premières années à Reus et formation
Josep Tapiró i Baró est un peintre espagnol né à Reus, ville de Catalogne, en 1836. 
Depuis son enfance, il désire devenir peintre. Dans sa jeunesse, Tapiró perçoit le métier de peintre comme une vocation et une sensibilité artistique qui tend vers l’élévation, vers le bien et la beauté. À cette époque, le métier d'artiste se choisissait par vocation, comme un idéal, un sacerdoce spirituel de générosité, sans aspect héroïque. 
Il étudie le dessin et la peinture en compagnie de son ami d'enfance Mariano Fortuny d'abord à Reus en 1849 sous la direction de le peintre local Domenec Soberano (1825 - 1909) puis à l'École des beaux-arts de Barcelone en 1852 sous la direction du portraitiste Vicente Rodes (1791-1858) et du professeur Claudi Lorenzale (1815-1889), mais aussi  Agustín Rigalt y Pablo Milá Fontanals. Les deux amis complètent ensuite leur formation à l'École des Beaux-Arts de Madrid, sous la direction de Federico de Madrazo qui est alors le portraitiste de la cour.

### Voyages en Europe et premiers travaux
De par leur succès national probant, les deux amis tentent l'aventure de conquérir Rome, grande illusion des jeunes de l’époque. En 1858, avec peu de moyens, ils se rendent ensemble en Italie où ils retrouvent la communauté d'artistes espagnols vivant et travaillant là-bas, ils partagent un atelier avec les peintres Moragas et Assagrot.  Ils se lient d'amitié avec le peintre orientaliste José Villegas y Cordero. Les œuvres de ces années là, durant lesquelles il consolida son style, sont marquées par l'influence de Fortuny. 
En 1860, Tapiró retourne à l'académie de Madrazo à Madrid, il y expose une aquarelle de Reus qui plaît beaucoup. Lui et Antoni Cuyas Movira décorent la façade du Conseil Général de Barcelone, avec le thème du retour des soldats catalans de la guerre hispano-marocaine. 
L'écrivain Celso Gomis, l'un des pionniers de l'ethnographie catalane, présente Tapiró dans quelques cercles artistiques et littéraires. Le peintre et qualifié alors d'« ennemi des expositions, au tempérament solitaire et timide ». En 1871, il voyage à Grenade avec Fortuny  et sa famille, d'où ils partirent pour le Maroc.

### Voyage au Maroc avec Mariano Fortuny
En 1871, Josep Tapiró entreprend son premier voyage au Maroc en compagnie de Mariano Fortuny et du peintre espagnol Bernardo Ferrandiz y Badenes.
Georges Clairin, autre peintre orientaliste, les rejoint à Tanger et les quatre peintres, voyageant à cheval, visitent ensemble Tétouan, dans un Maroc vivant une époque trouble. 
Ce voyage décisif affecte beaucoup les âmes romantiques et exaltées des deux jeunes artistes, qui trouvent dans ce pays, dans ces rues et ses habitants, leur idéal pictural, comme en témoignent les notes prises par Fortuny durant le séjour. Ils désirent mener à bien une autre approche, plus profonde et décisive, une représentation véridique, sans préjugés  de ce pays. Les deux entrent en contact avec le Maroc pendant la période de la guerre de 1859-1860.  Cette guerre semble avoir forgé leur vision du Maroc, tant pour Tapiró que pour Fortuny. La guerre signifiait pour eux la découverte d'un monde merveilleux ainsi qu'un moyen pour s'approcher de ce monde. Le conflit est devenu pour eux un prétexte, et ils percevaient leur voyage comme un engagement vital. Fortuny et Tapiró ont su, par leur art, transcender la guerre et donner un point de vue différent sur peuple marocain, de même que plus tard le peintre Mariano Bertuchi.

### Installation et œuvres à Tanger
Enthousiasmé par la lumière et les couleurs du Maroc, Josep Tapiró s'adonne rapidement au genre « orientaliste » qui deviendra très vite son sujet de prédilection. Il peint de nombreuses huiles et aquarelles aux couleurs éclatantes représentant des portraits ou des scènes de genre typiquement marocaines. Pourtant, son style particulier est très différent de ce qu’on assimile aujourd’hui à l’orientalisme. Il s’établit au Maroc pour peindre la société maghrébine, et non un rêve idéalisé que d’autres disciples de Fortuny ont recréé sans prendre la peine de quitter l’Europe.
Il se rend à Tanger deux ans après la mort de son ami Fortuny, faisant partie d’une délégation diplomatique. Là-bas il transforme un ancien théâtre du quartier juif  de la Fuente Nueva en atelier-musée de style mauresque dans lequel il rassemble une collection d'objets orientaux, d’antiquités et de ses propres œuvres. Il trouvera presque toujours son inspiration dans cette ville au tempérament ouvert, avec sa particularité de cohabitation paisible de plusieurs cultures qui enrichissait sans doute l'aspect visuel de ses rues.

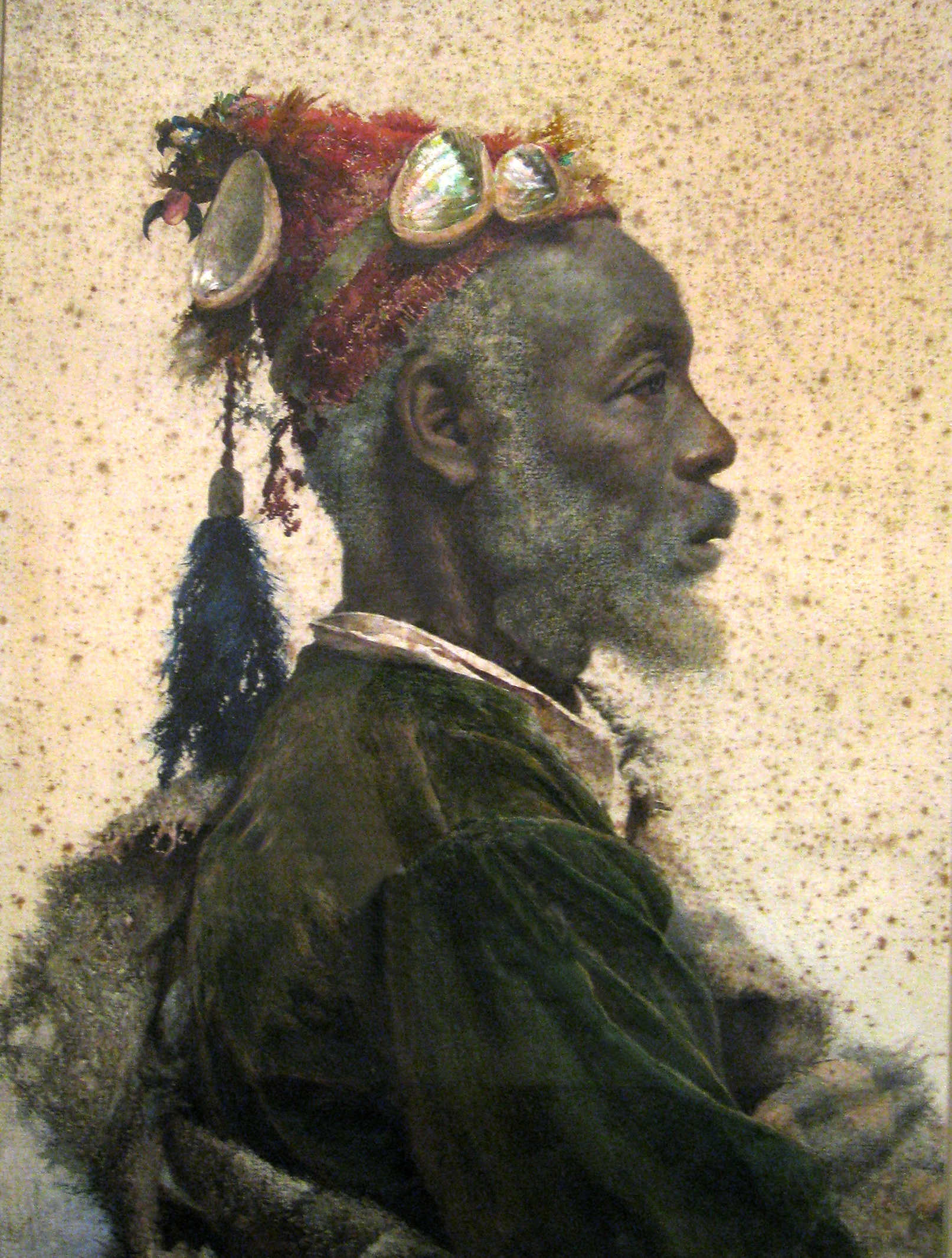
Josep Tapiró i Baró, Portrait de Santon

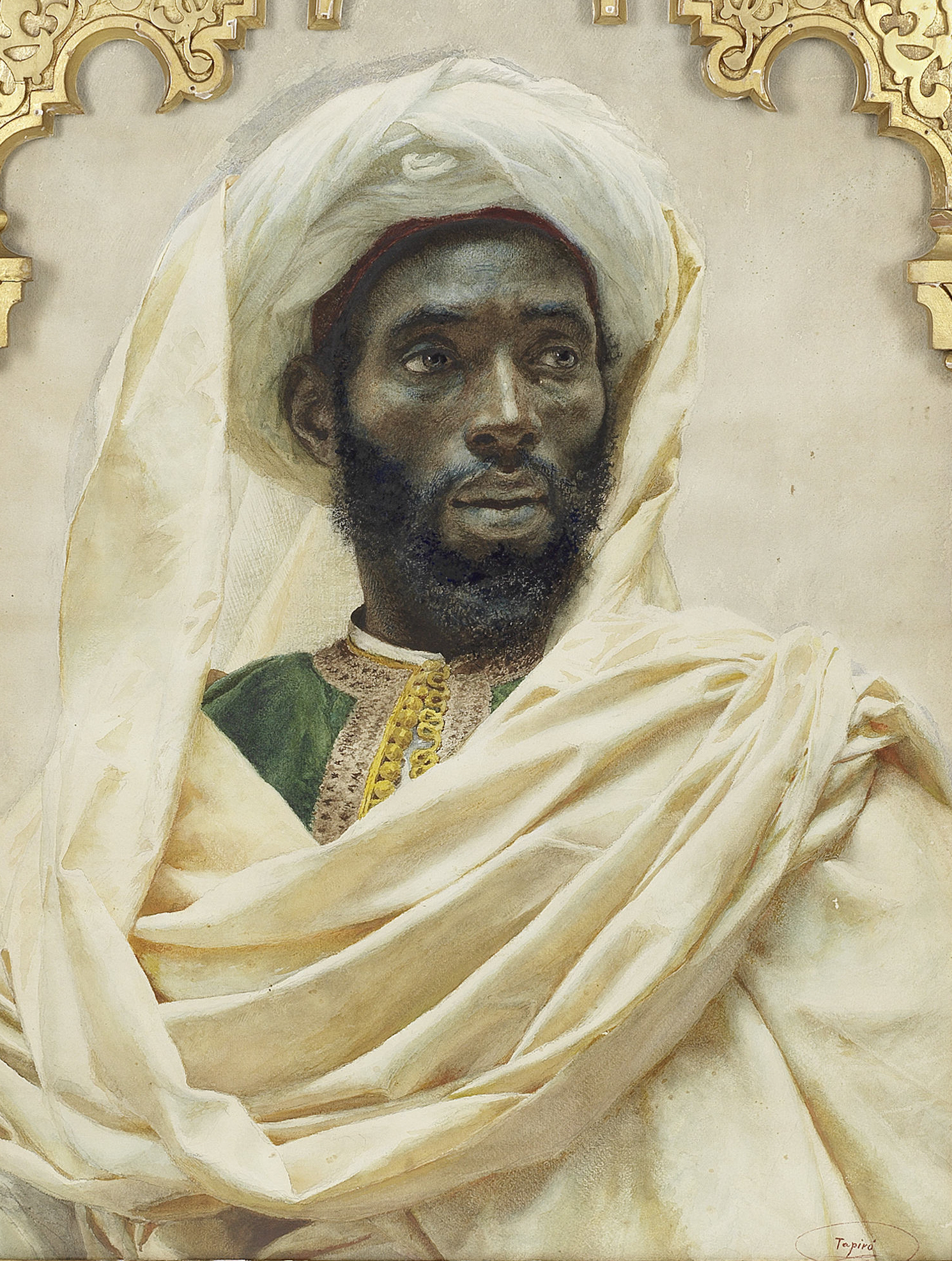
Josep Tapiró i Baró, Portrait d'un Marocain

Dans le dernier tiers du siècle, la ville de Tanger vécut une transformation décisive qui la mena au début du XXe siècle à se donner des statuts spéciaux, en marge des protectorats espagnols et français. Elle devint une enclave internationale, un des ports les plus importants de la Méditerranée. Sa situation stratégique dans le détroit de Gibraltar, notamment à partir de la construction du canal de Suez, fit d'elle une escale habituelle des grandes voies de navigation. Grâce à sa situation géographique entre deux mers et deux continents, et aux circonstances politiques internationales, elle devint une ville importante. Auprès de la colonie occidentale très nombreuse, la ville comptait aussi une importante communauté juive, qui participait activement au développement financier de la région. Cette ville ouverte et accessible attira de nombreux visiteurs, dont des artistes et des intellectuels notables comme Degas, De Amicis, Iturrino ou encore Matisse. Dans le Tanger de la fin du XIXe siècle, on pouvait à la fois contempler des scènes dignes d'époques révolues à côté de grands navires marchands moderne, et de résidences style Art nouveau, et les dernières nouveautés de Paris. Pendant une partie du XXe siècle la ville avait atteint une situation de privilège qui lui valut un grand essor, dans tous les domaines de l'activité humaine.
Tapiró bénéficia de cette ambiance cosmopolite et pluriculturelle pour vendre une partie importante de son œuvre. La colonie occidentale et la communauté juive furent ses principaux clients à Tanger. Il eut également la visite de personnages illustres et hauts dignitaires marocains dans son atelier, comme le duc Almodovar del Río, ministre d'État et Président de la Conférence internationale d'Algésiras.
En 1875, il peint El huerto de las manzanas de oro et El gaitero árabe, deux de ses œuvres les plus célèbres. De 1876 à sa mort en 1913, il y entreprend une longue carrière couronnée de succès. Francisco Gras y Elias l'appelle dans son Hijos Ilustres de Reus « empereur de l'aquarelle », ce qui montre la reconnaissance artistique de ses pairs. 
Sa fécondité fut extraordinaire, traitant des thèmes de scènes populaires, de types de femmes maures et de Marocains. Son plaisir esthétique mêlé à sa curiosité historique lui permirent de donner une image respectueuse de ce monde inconnu et admiré.
Pendant toutes ces années sa peinture reflète fidèlement et avec préciosité des scènes africaines de l'époque, le qualifiant comme un maître dans l'art de l'aquarelle. Il immortalisa pendant 40 ans le Maroc précolonial, avec ses traditions spectaculaires et ses particularités ethniques et culturelles, comme outil de connaissance du Maroc.

### Reconnaissance à l'étranger

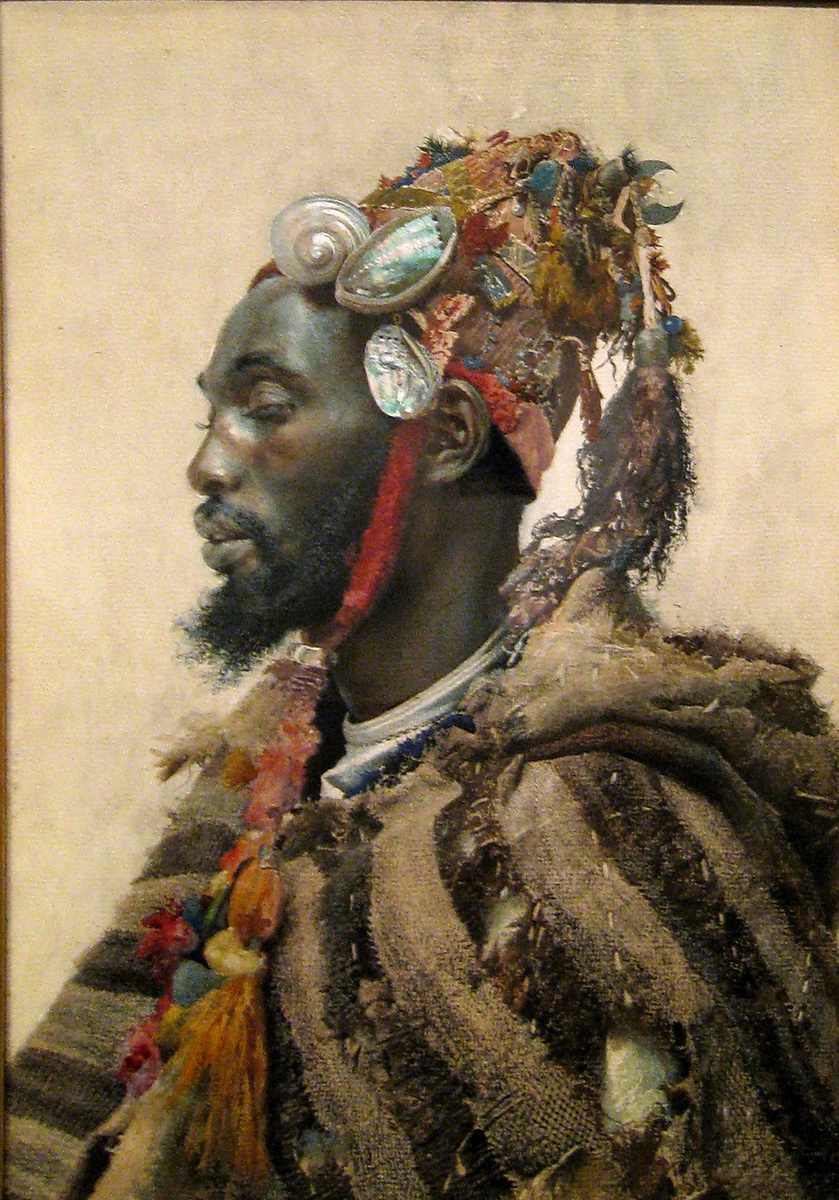
Josep Tapiró i Baró, Le Santon Darcaguey

Les aquarelles  de Tapiró furent très cotées sur le marché artistique international en particulier sur le marché anglo-saxon, où le goût pour la technique de l'aquarelle avait une longue tradition. Les membres de la famille royale et autres personnages illustres britanniques possèdent 25 aquarelles de Tapiró. Il vendait ses œuvres à travers plusieurs marchands, et les exposait régulièrement à Barcelone, Madrid, Londres et d'autres villes européennes. Ses tableaux, orientalistes ou de genre, étaient aussi appréciés par des collectionneurs  américains fortunés.

Mais son plus grand succès fut durant les années quatre-vingt et quatre-vingt-dix du XXe siècle, lorsqu'il reçut plusieurs prix internationaux : la mention d'honneur de l'exposition de Barcelone de 1866 pour  La llegada de los dos poetas al noveno foso, inspiré par la Divine Comédie et acquis par la Députacion provinciale de Barcelone ainsi que l'aquarelle La epoca de las Vendimias qui attira beaucoup l'attention, ou encore la même année la médaille de troisième classe de l'Exposition nationale des beaux-arts, a tout juste 20 ans pour El amor y el pueblo à Londres, qui fut ensuite acquise par le gouvernement de doña Isabel II. Il reçoit également le diplôme d'honneur de l'exposition Espagnole de Londres en 1889, la médaille d'argent à l'Exposition universelle de Paris de 1889 et en 1893, Tapiró remporte la médaille d'or de l'Exposition universelle de Chicago. Son succès à cette période, tout comme son ami Fortuny est européen, et ils réalisent plusieurs expositions à Rome, Paris, Londres, Berlin, Vienne, et Madrid, bien qu'il eût aussi des expositions à Saint-Pétersbourg, Montréal et Norwich ou aux États-Unis, comme dans la célèbre galerie de 5th avenue du multimillionnaire Vanderbilt, où se trouvaient 5 aquarelles marocaines de Tapiró.
Pendant presque quarante ans qu'il vécut au Maroc, il ne perdit jamais contact avec son pays et avec l'Europe. Il réalisa de nombreux voyages et de temps en temps il passait une période dans sa ville natale de Reus, où il fut toujours considéré comme un personnage illustre. 
En 1907, il séjourna à Madrid pendant quelques mois, où il essaya sans succès de vendre sa collection et sa production d'atelier de Tanger au musée municipal. Mais cet échec fut compensé par sa nomination comme membre d'honneur du Círculo de Bellas Artes de Madrid et par l'exposition monographique que lui consacra le Centro de Lectura de sa ville natale. 

Mais l'indifférence avec laquelle le gouvernement traita le peintre et le fait qu'au XXe siècle, l'orientalisme fut déjà considéré comme démodé fit qu'on l'oublia petit à petit. Entre les années 1914 et 1920, on vit surgir la mode d'une certaine critique déclarant le fortunysme comme un art sans transcendance picturale, ni caractère national.  Cette perte d'intérêt s'explique aussi car Tapiró était exilé et n’était donc plus en phase avec les évolutions spirituelles de ses contemporains espagnols.
| Année | Évènement                           | Lieu      | Prix               |
| ----- | ----------------------------------- | --------- | ------------------ |
| 1866  | Exposition de Beaux-Arts            | Barcelone | Mention d'Honneur  |
| 1866  | Exposition Nationale des Beaux-Arts | Londres   | Troisième Médaille |
| 1889  | Exposition Espagnole                | Londres   | Diplôme d'Honneur  |
| 1889  | Exposition Universelle              | Paris     | Médaille d'Argent  |
| 1893  | Exposition Universelle              | Chicago   | Médaille d'Or      |
| 1900  | Exposition de Beaux-Arts            | Barcelone | Deuxième Médaille  |
| 1907  | Círculo de Bellas Artes             | Madrid    | Membre d'Honneur   |

Quelques aquarelles de portraits ont été vendues aux enchères il y a quelques années chez Christie's à Londres, avec des prix de départ de l'ordre de 80 000 à 100 000 euros. Ces prix ont été immédiatement surenchéris par des cheiks arabes collectionneurs.

### Mort de l’artiste
Après de brefs séjours en Espagne en 1907 et 1908 Josep Tapiró décède à Tanger en 1913, des suites d'une affection cardiaque. Ce fut un événement tragique pour la ville, les habitants obtinrent une souscription populaire pour lui dresser un monument, grâce à son ami et exécutaire testamentaire, l'avocat Cándido Cerdeira. Sa mort fut très regrettée et de nombreux journaux locaux lui consacrèrent des articles très élogieux.
Les journaux de l'époque témoignent également de la grande amitié entre Tapiró et Fortuny: «  dans son studio il conserva jusqu'à sa mort, avec une grande affection  le dernier ouvrage de Fortuny, un portrait de Tapiró à la plume, ainsi que ses pinceaux et sa palette avec  les dernières couleurs utilisées par son ami ».
À sa disparition, son ami et disciple Mesod Benitah prit en charge son studio, qui contenait des centaines d'aquarelles. Au moins un tiers de sa production fut alors vendue aux enchères dispersées en Europe et en Amérique.

## Un style propre
Tapiró fut le premier artiste à traiter en profondeur le sujet africaniste et couronna le rapprochement pictural à la culture d'Afrique du Nord qu'avait initié son camarade Fortuny, et prit sa relève en s'établissant au Maroc pour y peindre la société maghrébine avec vraisemblance et objectivité, et non pas un rêve oriental fantasmé. Il se trouve de fait à l'opposé de cette fantaisie orientale, reflétant tout simplement mais de façon magistrale son entourage quotidien. Son style frôle presque l'hyperréalisme, d'une telle objectivité qu'on leur a attribué un caractère ethnographique évident. Certains de ces portraits sont considérés aujourd'hui comme documents anthropologiques. Ils témoignent d'un intérêt presque scientifique envers la société marocaine. Il fut le dernier peintre européen à représenter le Maroc avant le Protectorat.
Il fut influencé par les maîtres du paysage catalan de son temps, comme Lluís Rigalt ou Ramón Martí Alsina, qui ont ajouté dans l'étude du paysage un sens profond à son travail. Ces effets de lumière, Tapiró avait appris, durant son voyage en Italie, à donner a ses aquarelles  une lumière qui les rendait immédiatement reconnaissables et spéciales, réalisant ses œuvres avec une technique impressionnante, jamais vide ou sans vie. Sa peinture possède une forte expression mystique. Francisco Gras y Elías le qualifie comme  « amant de la lumière, la couleur et la beauté ».
Dans ces aquarelles vivantes, la lueur de soie du foulard, l'éclat de l'or et des perles, et l'étude attentive d'une physionomie particulière contribuent à l'immédiateté remarquable de l'image.

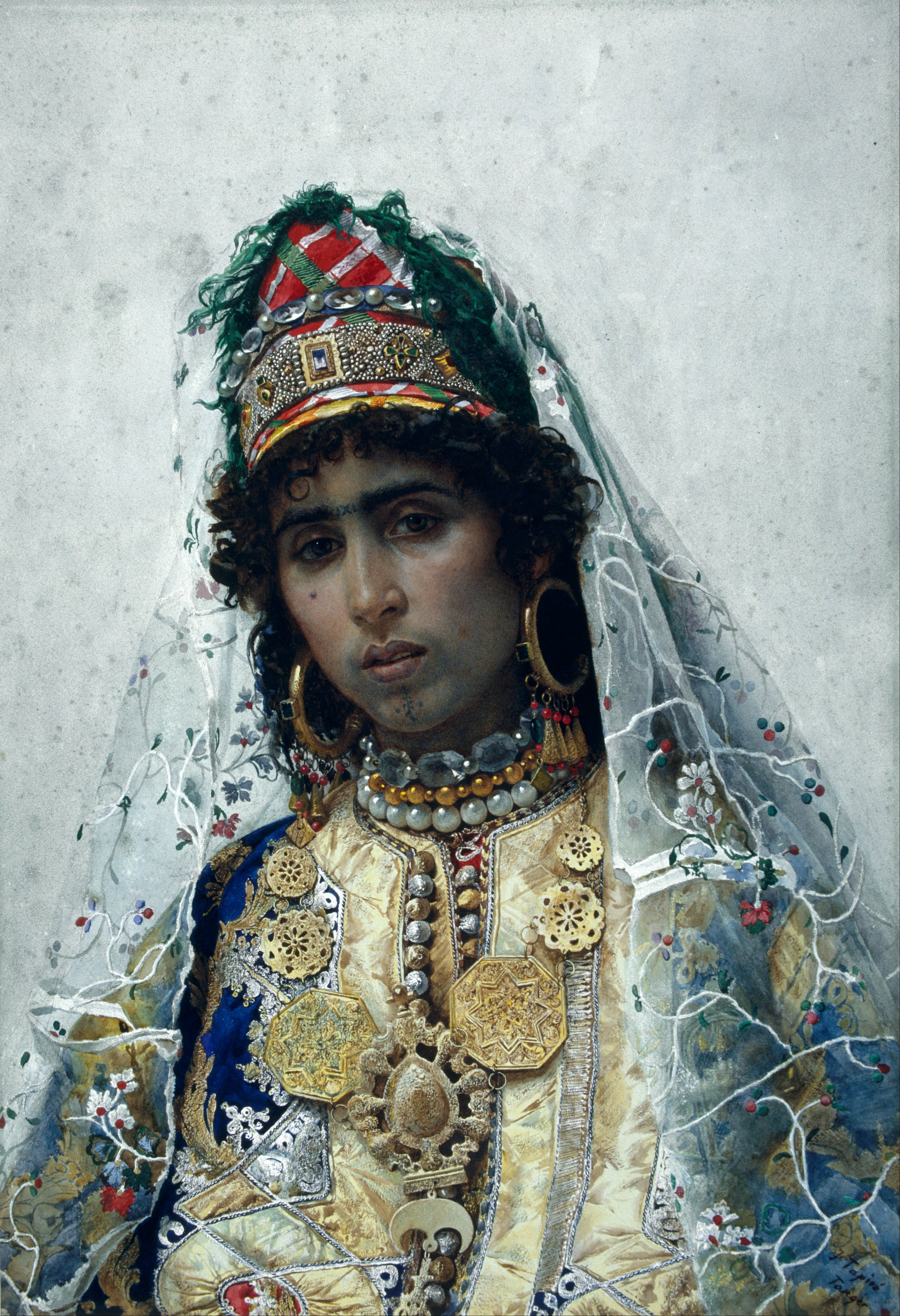
Josep Tapiró i Baró, Mariée berbère

Tapiró a été grandement influencé par la peinture africaniste  et le romantisme orientaliste de Fortuny mais sa vision et la technique sont très différentes, il ne faudrait donc pas les  regrouper sous la même rubrique. C'est un disciple de Fortuny, suivant son travail mais il exprime sa  personnalité distincte et sa technique de facturation et de concept opposés. Néanmoins la comparaison persista durant de nombreuses années. Par exemple, concernant l'œuvre Mariée berbère, il fut dit dans l'époque qu'elle était « comme toutes celles de Josep Tapiró, une imitation de Fortuny ».  Cette appréciation critique est légère et erronée, car par exemple la peinture de Fortuny fut similairement critiquée à Paris en 1874, comme imitation de la peinture du Français Meissonier, Peintre des « tableantis » à la mode à l'époque. Antonio García Grácia dira a ce propos : 
« Les partisans du Fortunysme sont très nombreux, et parmi tous celas il n'y en a que quelques-uns qui méritent d'être considérés comme des disciples de Fortuny. Tapiró est l'un de ceux qui ont eu l'attitude intelligente de continuer son œuvre sans imiter sa technique ou sa grâce dans le dessin et la couleur. [...] Dans l'interprétation du naturel, Tapiró n'imite pas la facture impressionniste de Fortuny [...] mais tend à construire son propre naturalisme. »
— Antonio García Grácia, dans Mauritania
Tapiró représente le cas de l'artiste apprivoisé par son sujet, qu'il interprète de manière objective, en un simple témoignage de ce qu'elle représente. Sa vie et son style l'opposent aux autres disciples de Fortuny, qui méconnaissaient le monde musulman et se bornaient en général a assimiler la vision orientale de Fortuny à travers ses peintures. Tapiró était contemporain de cette génération d’explorateurs, d’écrivains et d'ethnographes, tels que Charles de Foucauld, Joaquim Gatell, Josep Boada i Romeu ou Celso Gomis, pour qui l'orientalisme s'était libéré de sa fantaisie et s’était transformé en description pure et en connaissance. Les personnages de Tapiró ne sont pas des stéréotypes, de modèles déguisés, mais des individus qui reflètent leur propre personnalité.
La peinture de Tapiró se divise principalement en deux catégories : les portraits et les scènes de genre. Concernant les portraits, il est clair que la relation intime avec  l'environnement, le résultat de longues années de séjour à Tanger, l'ont amené à acquérir une expérience approfondie du visuel quotidien local. Cette volonté de réalisme exceptionnel est facturée à la fois dans l'abondance de détails des costumes, comme dans les nombreux et différents types raciaux et sociaux représentés, qui peuplaient le Maroc, les marabouts, les santons, les noirs, les musiciens gwana, les femmes, les domestiques, etc. Cela est souligné dans les portraits de femmes dans des robes de mariée à ces costumes soignés et fleuri, foisonnant multitude de bijoux, et d'ornements, avec de riches tissus brodés, comme de véritables icônes, toujours traités avec une grande familiarité et la dignité. La beauté des parures rivalise avec la beauté de ses personnages.
Parallèlement à cette galerie de portraits, sa peinture montre son attachement aux scènes de genre intime et sincère, non sans une certaine teinte romantique et précieuse, mais toujours attentif à la réalité dont il était très proche. De ses œuvres ressortent surtout les scènes d'intérieur intimes, loin de l'agitation de la rue particulière du Maroc qui a attiré l'attention des autres peintres. Et c'est précisément l'une des grandes différences de Tapiró car ces autres artistes n'avaient pas la possibilité, lors de leurs visites de courte durée, d'accéder à ces aspects personnels des habitants. Tapiró, que ses longues années de séjour à Tanger et les nombreuses relations de confiance et d'amitié qu'il entretenait avec les Marocains, pouvaient représenter ces particularités.  Notamment pour les scènes féminines, l'accès d'étrangers était très difficile. Mais Tapiró montre la réalité marocaine, il s'approche avec réalisme et raffinement pictural avec affection de cette intimité privilégiée, sans tomber dans le préjugés es scènes fantastiques de harems orientalistes. Il s'intéresse également aux scènes de préparatifs de cérémonies de mariage, avec toute leur somptuosité, sans n'ajouter rien de son imagination. L'objectivité de son récit, la spectacularité de son argument pictural et son exotisme plut beaucoup au public européen. Les mœurs traditionnelles du Maghreb étaient tellement différentes et surprenantes qu'elles suffisaient à emporter le spectateur vers un monde différent, où des traditions mystérieuses et valeurs ancestrales étaient encore en vigueur. Le peintre choisit, avec évidence, un aspect de la réalité extrêmement pittoresque pour les occidentaux. Les aspects de renouveau et de modernisation du pays appuyés par Moulay Hassan et les sultans successifs n'apparaissent jamais dans ces œuvres, sans aucune référence à la vie quotidienne de la colonie européenne nombreuse et aisée qui habitait à Tanger, ni au monde moderne industrialisé. Il s'intéressa aux aspects plus authentiques, folkloriques et traditionnels et conserva le souvenir d'un monde qui se décomposa très vite, atteint par le progrès. Il comprit pleinement que sa peinture était un vecteur de transmission de cette vision  pour une partie de la société espagnole et étrangère.
Il est également important de noter, comme le signale Franciso Gras y Elías que Tapiró et des peintres comme Bertuchi, sont des « véritables piliers de la construction d'une vision impartiale et véridique du monde marocain ».
Cette proximité avec le monde marocain, et impliquant une profonde compréhension sociale et culturelle de celui-ci et implique donc une vision radicalement différente de visions précédentes. Il apporta à l'Espagne et au reste de l'Europe, à travers sa peinture, une vision sans préjugés ataviques du Maroc, réel et, en même temps, attrayant, plein de couleur, la lumière et la sympathie, qui a perduré jusqu'à nos jours. 
Tapiró fut le précédent des peintres de l'époque du protectorat, en particulier Mariano Bertuchi, qui prit sa relève lorsqu'il arriva au Maroc justement après sa mort et consacra sa peinture à représenter la vie dans les rues des villes du Nord du Maghreb, avec un style proche de l’impressionnisme, différent du réalisme intimiste et domestique de Tapiró. Parmi les suiveurs de Tapiró et Fortuny, initiateurs de la peinture nord-africaine, nous pouvons également ajouter le peintre catalan Miguel Viladrich, qui, pendant son séjour au Nord de l'Afrique en 1932, peignit la vie quotidienne dans ses aspects les plus poétiques  avec le symbolisme qui caractérise son œuvre.
En définitive, le style de Tapiró se distingue par ses qualités  essentielles de joie et de liberté au devant de l'humain et de son environnement représentant son harmonie traditionnelle, ainsi que par le plaisir intime de peindre son prochain avec grâce et sensibilité. 
« Tout le travail de Tapiró possède le parfum d'une fête de lumière, une vision du monde que sa peinture présente allègrement et explique à son prochain la beauté infinie d'un pays de rêve et d'harmonies orientales [...] Le naturalisme de Tapiró rêve les yeux ouverts devant le spectacle de la réalité visible. »
— Francisco Pompey, dans Africa

## Reconnaissance postérieure
L'orientalisme est un style qui a séduit des artistes de la quasi-totalité des pays occidentaux, y compris l'Espagne, où l'influence du Moyen-Orient reste omniprésente dans le patrimoine architectural et culturel de villes telles que Séville, Grenade ou Cordoue.
L'orientalisme dans l'art de la peinture compte déjà avec une tradition vieille et prestigieuse en Europe : dans la Venise des XVIe et XVIIe siècles avec le peintre décorateur Plablo Verones Le vieux puis son fils, puis le fécond décorateur Tiepolo, coloriste riche, dont les œuvres sont en partie conservées à Madrid, et qu'a dû voir Mariano Fortuny. Puis dans la moitié du XIXe siècle, la montée de l'orientalisme apparaît en France et Espagne avec des artistes comme Delacroix, Alfred Dehodencq, Eugene Fromentin, Guilaument, Felix Zian, Joyant…
L'objectif fut de dépeindre les coutumes de la vie d'interieur, de la vie intime, mais aussi les scènes populaires et les fêtes typiques et traditionnelles, autant pour les romanciers et poètes européens, que pour les peintres et les sculpteurs. Le resurgissement de l'intérêt pour ce style favorisa l'essor d'expositions sur ce thème. 
Mais d'autres facteurs interviennent également comme la volonté de retrouver cette diversité culturelle riche dans l'Espagne démocratique du XXIe siècle, à travers la reconnaissance des peuples qui l'intégraient.  Le renouveau social, politique et culturel que connut l'Espagne lui permit de mettre en œuvre de nouvelles voies d’échanges culturels et de visions mutuelles avec le Maroc, ouvrant de nouvelles perspectives de coopérations et d'associations intellectuelles. Le développement progressif des rapports commerciaux et l'importance de l'immigration marocaine permit une image et une perception mutuelles de ces cultures voisines, au passé méditerranéen commun. Ainsi, les deux expositions parallèles Aura Méditerranéa, maîtres catalans du XXe siècle au Maroc et Art contemporain du Reus en Catalogne, témoignent de cet échange et cette connaissance mutuelle entre des peuples si proches.
De nombreuses expositions postérieures sur Tapiró eurent lieu au courant du XXe siècle, et un grand nombre se réalisent encore aujourd'hui : 
- L'exposition « Un siglo de Arte español (1896-1956) » au Retiro de Madrid en 1940.
- L'exposition « Visions del Al-Maghrib : pintors catalans vuitcentistes » à l'Institut Català de la Mediterrània de Barcelone en 2001.
- L'exposition de « Peinture commémorative du Centenaire de la Société El Circol » à Reus en 2002.
- L'exposition « Invitados de Honor. 75º aniversario del MNAC » Exposició Convidats d'Honor (ca) du musée national d'art de Catalogne à Barcelone du 2 décembre 2009 au 11 avril 2010, avec une conférence spéciale le 9 mars 2010 : « El gusto orientalista de Fortuny y Tapiró, a cargo de Adela Laborda, técnica del Gabinete de Dibujos y Grabados[21] ».
- L'exposition « La aventura africana, 1. La huella de los predecesores (Fortuny, Tapiró…): Marruecos » au Museu d’Art i Història de Reus, du 4 juin 2010 au 9 avril 2011 (1952-1957)[22].
- L'exposition « Fortuny y el esplendor de la acuarela española » au musée du Prado à Madrid qui eut lieu du 2 mars au 4 septembre 2011[23] ; montre également le resurgissement de cette affection pour ses peintres longtemps oubliés :

« Une nouvelle sélection de fonds du XXe siècle dans les «collections de Salle de présentation » créés pour afficher un ensemble d'œuvres non exposées habituellement du tournant de ce siècle. […] le musée présente l'excellente série de 13 aquarelles du grand maître catalan Mariano Fortuny et ses disciples et adeptes. Intitulée « Fortuny et la splendeur de l'aquarelle espagnole au musée du Prado », la galerie contient les meilleures aquarelles des artistes qui ont atteint la plus grande perfection dans l'utilisation de cette technique de peinture au XIXe siècle. C'est une rare occasion de voir ces œuvres, en raison de leurs propriétés matérielles particulières, celles-ci ne pouvant pas être affichées d'habitude. »
- L'exposition « Fortuny, le mythe » de mai à septembre 2013 et la « Rétrospective sur Josep Tapiró » consacrée à la célébration du centenaire de sa mort à partir d'octobre 2013 au Museu d’Art i Història de la Plaça de la Llibertat de Reus[25].